# Jess Bush
Jess Bush (Brisbane, 26 de março de 1992) é uma atriz, modelo, personalidade de reality show e artista visual australiana. Ela é conhecida pelo seu papel enfermeira Christine Chapel na série de televisão Star Trek: Strange New Worlds desde 2022, e por ter aparecido na sétima temporada do reality show Australia's Next Top Model, em 2011.

## Biografia
Também conhecida como Jessica Bush,  Bush nasceu em 1992 em Keperra, um subúrbio de Brisbane, na Austrália. Ela sofreu de transtorno alimentar por cinco anos durante o seu trabalho como modelo.  Numa entrevista em 2023, ela se identificou como queer.
Além de artista visual, que vende os seus trabalhos desde os 19 anos de idade, Bush também é uma designer de joias, e algumas de suas peças aparece em Star Trek: Strange New Worlds.
Em 2019, Bush começou a desenvolver e exibir a sua série contínua chamada de "Bee Totem". Ela recolhe abelhas de apicultores, e as preserva em esferas de resina de cristal, prendendo-as com correntes de joias refinadas. As suas exibições colaboram com artistas de Video mapping e sonorizadores para pendurar as várias abelhas preservada em alturas diferentes para criar formas e experiências num espaço tridemensional.
Em sua opinião, "Bee Totem" trata-se de reconhecer e enfatizar a importância das abelhas que não apenam tornam o mundo habitável, mas que "vivem aos milhares e morrem, em silêncio, aos milhares". A abelha individual na esfera é ampliada, mostrando a sua inteligência e beleza, o que faz com que o observador "pare e pense no momento em que ela morreu, porque está congelada naquele momento após a sua morte, então é tipo um memorial." A instalação, então, aumenta "o impacto de milhares de abelhas mortas ao mesmo tempo."

## Filmografia

### Cinema
| Ano  | Título                | Papel | Notas |
| ---- | --------------------- | ----- | ----- |
| 2018 | Skinford: Chapter Two | Helen |       |

### Televisão
| Ano           | Título                        | Papel                       | Notas                      |
| ------------- | ----------------------------- | --------------------------- | -------------------------- |
| 2011          | Australia's Next Top Model    | Ela mesma                   | Sétima temporada           |
| 2017          | Home and Away                 | Jess Kearney                | 2 episódios                |
| 2017          | The Secret Daughter           | Fotográfa                   | Episódio: "Respect"        |
| 2019          | Les Norton                    | Betty                       | Episódio: "The Real Thing" |
| 2019          | Playing for Keeps             | Kendall Pereira             | 4 episódios                |
| 2020          | Halifax: Retribution          | Bella Ray                   | 1 episódio                 |
| 2022–presente | Star Trek: Strange New Worlds | Enfermeira Christine Chapel | Personagem princiapl       |